# Elecciones regionales de Puno de 2010
Las elecciones regionales de Puno de 2010 se llevaron a cabo el 3 de octubre de 2010 para elegir al presidente regional, al vicepresidente regional y al Consejo Regional para el periodo 2011-2014. La elección se celebró simultáneamente con elecciones regionales y municipales (provinciales y distritales) en todo el Perú. La segunda vuelta regional se llevó a cabo el 5 de diciembre de 2010.

## Sistema electoral
El Gobierno Regional de Puno es el órgano administrativo y de gobierno del departamento de Puno. Está compuesto por el presidente regional, el vicepresidente regional y el Consejo Regional.
La votación se realiza en base al sufragio universal, que comprende a todos los ciudadanos nacionales mayores de dieciocho años, empadronados y residentes en el departamento de Puno y en pleno goce de sus derechos políticos.
El presidente y vicepresidente regional son elegidos por sufragio directo. Para que un candidato sea proclamado ganador debe obtener no menos de 30 % de votos válidos. En caso ningún candidato logre ese porcentaje en la primera vuelta electoral, los dos candidatos más votados participan en una segunda vuelta o balotaje.
El Consejo Regional de Puno está compuesto por 13 consejeros elegidos por sufragio directo para un período de cuatro (4) años. La votación es por lista cerrada y bloqueada. Cada provincia del departamento de Puno constituye una circunscripción electoral. Se asigna a la lista ganadora los escaños según el método d'Hondt. La distribución y el número de consejeros regionales es la siguiente:
| Circunscripción | Escaños | Mapa |
| --- | ------- | ---- |
| Azángaro, Carabaya, Chucuito, El Collao, Huancané, Lampa, Melgar, Moho, San Antonio de Putina, Puno, San Román, Sandia y Yunguyo | 1       |      |

## Composición del Consejo Regional de Puno
La siguiente tabla muestra la composición del Consejo Regional de Puno antes de las elecciones.
| Partidos | Partidos                     | Consejeros |
| -------- | ---------------------------- | ---------- |
|          | Avanza País                  | 8          |
|          | Poder Democrático Regional   | 2          |
|          | Partido Aprista Peruano      | 2          |
|          | Partido Nacionalista Peruano | 1          |

## Partidos y candidatos
A continuación se muestra una lista de los principales partidos y alianzas electorales que participaron en las elecciones:
| Candidatura | Candidatura | Partidos y alianzas | Candidatos | Candidatos                   | Ideología                                                            | Resultado previo | Resultado previo | Ref. |
| Candidatura | Candidatura | Partidos y alianzas | Candidatos | Candidatos                   | Ideología                                                            | Votos (%)        | Con.             | Ref. |
| ----------- | ----------- | --- | ---------- | ---------------------------- | -------------------------------------------------------------------- | ---------------- | ---------------- | ---- |
|             | PNP–PDR     | Lista - Gran Alianza Nacionalista - Popular - Poder Democrático Regional (PNP–PDR) – Partido Nacionalista Peruano (PNP) – Poder Democrático Regional (PDR) |            | Alberto Quintanilla Chacón   | Socialismo democrático Nacionalismo de izquierda Regionalismo puneño | 26.53%           | 3                |      |
|             | APRA        | Lista - Partido Aprista Peruano (APRA) |            | Isaac Barra Catacora         | Aprismo                                                              | 15.50%           | 2                |      |
|             | RN          | Lista - Restauración Nacional (RN) |            | Carlos Silva Huamantuma      | Liberalismo económico Conservadurismo social Humanismo cristiano     | 7.38%            | 0                |      |
|             | UPP         | Lista - Unión por el Perú (UPP) |            | Mario Pari Fernández         | Nacionalismo de izquierda Socialdemocracia                           | 6.98%            | 0                |      |
|             | MAS         | Lista - Movimiento Andino Socialista (MAS) |            | José Gutiérrez Alberoni      | Regionalismo puneño                                                  | 6.41%            | 0                |      |
|             | AP          | Lista - Acción Popular (AP) |            | Jorge Rocha Calderón         | Humanismo Nacionalismo cívico Reformismo                             | 4.07%            | 0                |      |
|             | MIA         | Lista - Movimiento Regional de Integración Andina (MIA) |            | Rufino Machaca Quinto        | Regionalismo puneño                                                  | 1.98%            | 0                |      |
|             | MNI         | Lista - Movimiento Nueva Izquierda (MNI) |            | Julio Chana Alave            | Marxismo-leninismo Mariateguismo Socialismo democrático              | Nuevo            | Nuevo            |      |
|             | FN          | Lista - Fuerza Nacional (FN) |            | Raúl Huareccallo Ramos       | Conservadurismo social Liberalismo económico                         | Nuevo            | Nuevo            |      |
|             | DN          | Lista - Despertar Nacional (DN) |            | Emeterio Tacuri Huarcaya     | Nacionalismo de izquierda Socialismo democrático                     | Nuevo            | Nuevo            |      |
|             | PHP         | Lista - Partido Humanista Peruano (PHP) |            | Eugenio Barbaito Constanza   | Humanismo Socialismo Ecosocialismo                                   | Nuevo            | Nuevo            |      |
|             | FDP         | Lista - Fonavistas del Perú (FDP) |            | Óscar Quenaya Rodríguez      | Socialismo Nacionalismo de izquierda Ecologismo                      | Nuevo            | Nuevo            |      |
|             | CRS         | Lista - Movimiento Político Construyendo por la Región Sur (CRS)                                                                                           |            | Vasty Lescano Ancieta        | Regionalismo puneño                                                  | Nuevo            | Nuevo            |      |
|             | MyD         | Lista - Moral y Desarrollo (MyD) |            | Jesús Arapa Roque            | Regionalismo puneño                                                  | Nuevo            | Nuevo            |      |
|             | UyC         | Lista - Movimiento Independiente Unión y Cambio (UyC) |            | Leóncio Aza Gates            | Regionalismo puneño                                                  | Nuevo            | Nuevo            |      |
|             | MAPU        | Lista - Movimiento Agrario Puneño (MAPU) |            | Jaime Álvarez Moya           | Regionalismo puneño                                                  | Nuevo            | Nuevo            |      |
|             | FAP         | Lista - Frente Amplio de Puno (FAP) |            | Isauro Fuentes Guzmán        | Regionalismo puneño                                                  | Nuevo            | Nuevo            |      |
|             | RAICES      | Lista - Reforma Regional Andina Integración, Participación Económica y Social Puno (RAICES)                                                                |            | Juan Luque Mamani            | Regionalismo puneño                                                  | Nuevo            | Nuevo            |      |
|             | AQUÍ        | Lista - Proyecto Político AQUÍ (AQUÍ) |            | Mauricio Rodríguez Rodríguez | Regionalismo puneño                                                  | Nuevo            | Nuevo            |      |
|             | Sí Trabaja  | Lista - Sí Trabaja (Sí Trabaja) |            | Alex Sullca Cáceres          | Regionalismo puneño                                                  | Nuevo            | Nuevo            |      |
|             | FADEP       | Lista - Frente Amplio para el Desarrollo del Pueblo (FADEP)                                                                                                |            | Ludgardo Larico Mamani       | Regionalismo puneño                                                  | Nuevo            | Nuevo            |      |

## Sondeos de opinión
La siguiente tabla enumera las estimaciones de la intención de voto en orden cronológico inverso, mostrando las más recientes primero y utilizando las fechas en las que se realizó el trabajo de campo de la encuesta. Cuando se desconocen las fechas del trabajo de campo, se proporciona la fecha de publicación.
Leyenda:
     Sondeo realizado en el periodo de prohibición legal de la difusión de sondeos de intención de voto.

### Primera vuelta

#### Intención de voto
La siguiente tabla enumera las estimaciones ponderadas (sin incluir votos en blanco y nulos) de la intención de voto.
|                               |             |   |      |      |      |     |     |      |  |  |
| Elecciones regionales de 2010 | 3 oct 2010  | — | 23.3 | 15.2 | 13.3 | 6.0 | 5.2 | 8.1  |  |  |
|                               |             |   |      |      |      |     |     |      |  |  |
| Ipsos Apoyo/América           | 3 oct 2010  | ? | 22.2 | 12.5 | –    | –   | –   | 9.7  |  |  |
| CPI/ATV                       | 3 oct 2010  | ? | 28.1 | –    | 19.1 | –   | –   | 9.0  |  |  |
| CPI                           | 26 sep 2010 | ? | 32.6 | 15.9 | –    | –   | –   | 16.7 |  |  |

## Resultados

### Gobierno Regional de Puno
|                      | Mauricio Rodríguez Rodríguez | Proyecto Político AQUÍ (AQUÍ)                                                       | 74,850  | 15.20 | 286,600 | 52.79 |  |  |
|                      | Juan Luque Mamani            | Reforma Regional Andina Integración, Participación Económica y Social Puno (RAICES) | 114,912 | 23.34 | 256,330 | 47.21 |  |  |
|                      | Alberto Quintanilla Chacón   | Gran Alianza Nacionalista - Popular - Poder Democrático Regional (PNP–PDR)          | 65,388  | 13.28 |         |       |  |  |
|                      | Jesús Arapa Roque            | Moral y Desarrollo (MyD)                                                            | 29,532  | 6.00  |         |       |  |  |
|                      | Isauro Fuentes Guzmán        | Frente Amplio de Puno (FAP)                                                         | 25,662  | 5.21  |         |       |  |  |
|                      | José Gutiérrez Alberoni      | Movimiento Andino Socialista (MAS)                                                  | 25,082  | 5.09  |         |       |  |  |
|                      | Carlos Silva Huamantuma      | Restauración Nacional (RN)                                                          | 21,361  | 4.34  |         |       |  |  |
|                      | Ludgardo Larico Mamani       | Frente Amplio para el Desarrollo del Pueblo (FADEP)                                 | 21,087  | 4.28  |         |       |  |  |
|                      | Alex Sullca Cáceres          | Sí Trabaja (Sí Trabaja)                                                             | 15,265  | 3.10  |         |       |  |  |
|                      | Mario Pari Fernández         | Unión por el Perú (UPP)                                                             | 12,979  | 2.64  |         |       |  |  |
|                      | Jaime Álvarez Moya           | Movimiento Agrario Puneño (MAPU)                                                    | 12,687  | 2.58  |         |       |  |  |
|                      | Jorge Rocha Calderón         | Acción Popular (AP)                                                                 | 11,932  | 2.42  |         |       |  |  |
|                      | Isaac Barra Catacora         | Partido Aprista Peruano (APRA)                                                      | 11,423  | 2.32  |         |       |  |  |
|                      | Leóncio Aza Gates            | Movimiento Independiente Unión y Cambio (UyC)                                       | 10,962  | 2.23  |         |       |  |  |
|                      | Eugenio Barbaito Constanza   | Partido Humanista Peruano (PHP)                                                     | 9,638   | 1.96  |         |       |  |  |
|                      | Vasty Lescano Ancieta        | Movimiento Político Construyendo por la Región Sur (CRS)                            | 8,354   | 1.70  |         |       |  |  |
|                      | Julio Chana Alave            | Movimiento Nueva Izquierda (MNI)                                                    | 7,377   | 1.50  |         |       |  |  |
|                      | Óscar Quenaya Rodríguez      | Fonavistas del Perú (FDP)                                                           | 4,595   | 0.93  |         |       |  |  |
|                      | Raúl Huareccallo Ramos       | Fuerza Nacional (FN)                                                                | 3,701   | 0.75  |         |       |  |  |
|                      | Rufino Machaca Quinto        | Movimiento Regional de Integración Andina (MIA)                                     | 3,494   | 0.71  |         |       |  |  |
|                      | Emeterio Tacuri Huarcaya     | Despertar Nacional (DN)                                                             | 2,147   | 0.44  |         |       |  |  |
|                      |                              |                                                                                     |         |       |         |       |  |  |
| Total                | Total                        | Total                                                                               | 492,428 |       | 542,930 |       |  |  |
|                      |                              |                                                                                     |         |       |         |       |  |  |
| Votos válidos        | Votos válidos                | Votos válidos                                                                       | 492,428 | 71.50 | 542,930 | 87.69 |  |  |
| Votos en blanco      | Votos en blanco              | Votos en blanco                                                                     | 109,697 | 15.93 | 7,463   | 1.21  |  |  |
| Votos nulos          | Votos nulos                  | Votos nulos                                                                         | 86,624  | 12.58 | 68,731  | 11.10 |  |  |
| Votos emitidos       | Votos emitidos               | Votos emitidos                                                                      | 688,749 | 89.21 | 619,124 | 80.19 |  |  |
| Abstenciones         | Abstenciones                 | Abstenciones                                                                        | 83,326  | 10.79 | 152,951 | 19.81 |  |  |
| Votantes registrados | Votantes registrados         | Votantes registrados                                                                | 772,075 |       | 772,075 |       |  |  |
|                      |                              |                                                                                     |         |       |         |       |  |  |
| Fuente:              |                              |                                                                                     |         |       |         |       |  |  |

### Consejo Regional de Puno

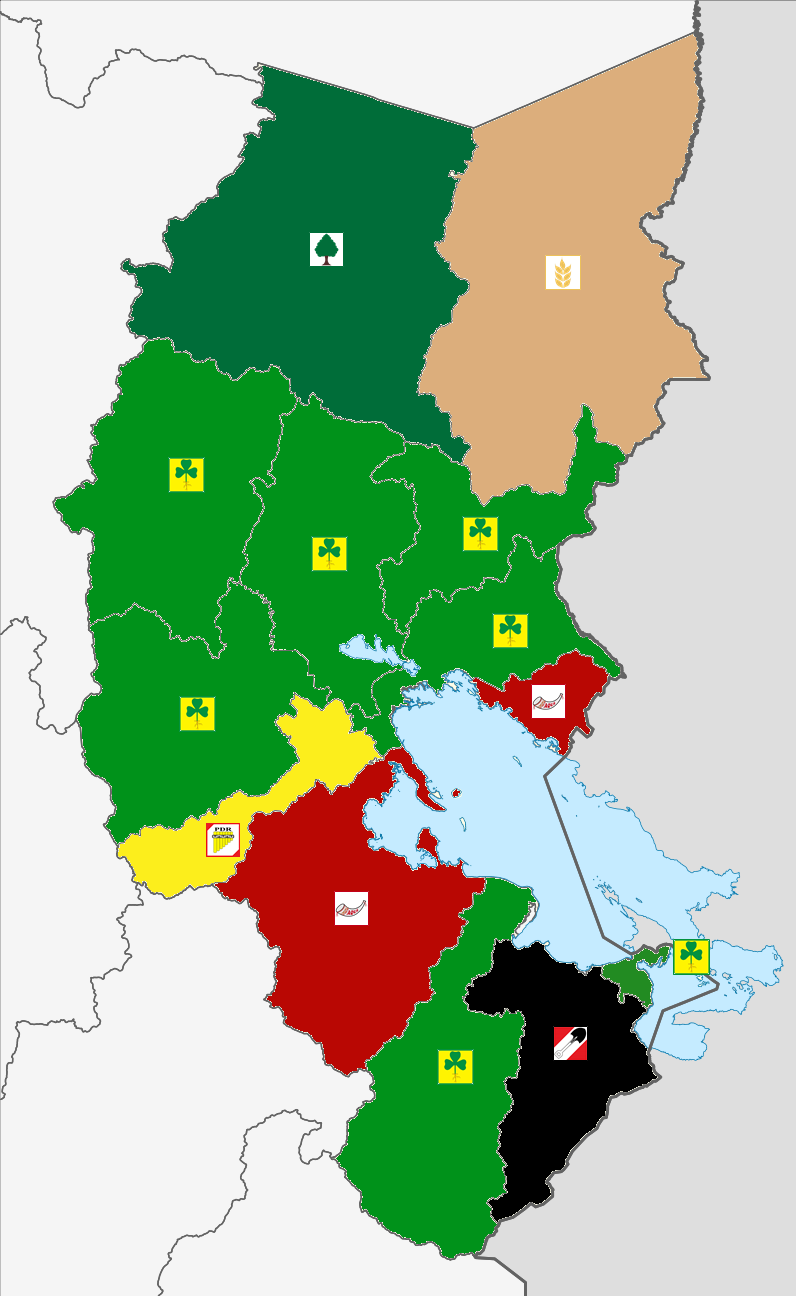
Resultados de las elecciones de consejeros regionales por provincia.

| |                                                                                     |              |              |              |         |         |  |  |
| Partidos y coaliciones | Partidos y coaliciones                                                              | Voto popular | Voto popular | Voto popular | Escaños | Escaños |  |  |
| Partidos y coaliciones | Partidos y coaliciones                                                              | Votos        | %            | ±pp          | Total   | +/−     |  |  |
| | Reforma Regional Andina Integración, Participación Económica y Social Puno (RAICES) | 74,475       | 16.91        | Nuevo        | 7       | +7      |  |  |
| | Gran Alianza Nacionalista - Popular - Poder Democrático Regional (PNP–PDR)1         | 56,119       | 12.74        | –13.79       | 1       | –2      |  |  |
| | Proyecto Político AQUÍ (AQUÍ)                                                       | 51,057       | 11.60        | Nuevo        | 2       | +2      |  |  |
| | Moral y Desarrollo (MyD)                                                            | 35,889       | 8.15         | Nuevo        | 1       | +1      |  |  |
| | Movimiento Andino Socialista (MAS)                                                  | 33,139       | 7.53         | +1.12        | 0       | ±0      |  |  |
| | Frente Amplio para el Desarrollo del Pueblo (FADEP)                                 | 27,500       | 6.25         | Nuevo        | 0       | ±0      |  |  |
| | Restauración Nacional (RN)                                                          | 26,651       | 6.05         | –1.33        | 1       | +1      |  |  |
| | Frente Amplio de Puno (FAP)                                                         | 16,488       | 3.74         | Nuevo        | 0       | ±0      |  |  |
| | Unión por el Perú (UPP)                                                             | 16,458       | 3.74         | –3.24        | 0       | ±0      |  |  |
| | Movimiento Independiente Unión y Cambio (UyC)                                       | 16,148       | 3.67         | Nuevo        | 0       | ±0      |  |  |
| | Acción Popular (AP)                                                                 | 14,923       | 3.39         | –0.68        | 1       | +1      |  |  |
| | Partido Aprista Peruano (APRA)                                                      | 13,825       | 3.14         | –12.36       | 0       | –2      |  |  |
| | Sí Trabaja (Sí Trabaja)                                                             | 12,736       | 2.89         | Nuevo        | 0       | ±0      |  |  |
| | Movimiento Agrario Puneño (MAPU)                                                    | 12,051       | 2.74         | Nuevo        | 0       | ±0      |  |  |
| | Movimiento Político Construyendo por la Región Sur (CRS)                            | 7,908        | 1.80         | Nuevo        | 0       | ±0      |  |  |
| | Partido Humanista Peruano (PHP)                                                     | 7,509        | 1.71         | Nuevo        | 0       | ±0      |  |  |
| | Movimiento Nueva Izquierda (MNI)                                                    | 6,404        | 1.45         | n/a          | 0       | ±0      |  |  |
| | Fonavistas del Perú (FDP)                                                           | 5,087        | 1.16         | Nuevo        | 0       | ±0      |  |  |
| | Despertar Nacional (DN)                                                             | 3,088        | 0.70         | Nuevo        | 0       | ±0      |  |  |
| | Fuerza Nacional (FN)                                                                | 2,871        | 0.65         | Nuevo        | 0       | ±0      |  |  |
| |                                                                                     |              |              |              |         |         |  |  |
| Total | Total                                                                               | 440,326      |              |              | 13      | ±0      |  |  |
| |                                                                                     |              |              |              |         |         |  |  |
| Votos válidos | Votos válidos                                                                       | 440,326      | 63.93        | –19.12       |         |         |  |  |
| Votos en blanco | Votos en blanco                                                                     | 160,126      | 23.25        | +18.58       |         |         |  |  |
| Votos nulos | Votos nulos                                                                         | 88,297       | 12.82        | +0.53        |         |         |  |  |
| Votos emitidos | Votos emitidos                                                                      | 688,749      | 89.21        | –1.81        |         |         |  |  |
| Abstenciones | Abstenciones                                                                        | 83,326       | 10.79        | +1.81        |         |         |  |  |
| Votantes registrados | Votantes registrados                                                                | 772,075      |              |              |         |         |  |  |
| |                                                                                     |              |              |              |         |         |  |  |
| Fuente: |                                                                                     |              |              |              |         |         |  |  |
| Notas al pie: 1 Comparado con los resultados de Poder Democrático Regional (PDR) y el Partido Nacionalista Peruano (PNP) en las elecciones de 2006. |                                                                                     |              |              |              |         |         |  |  |

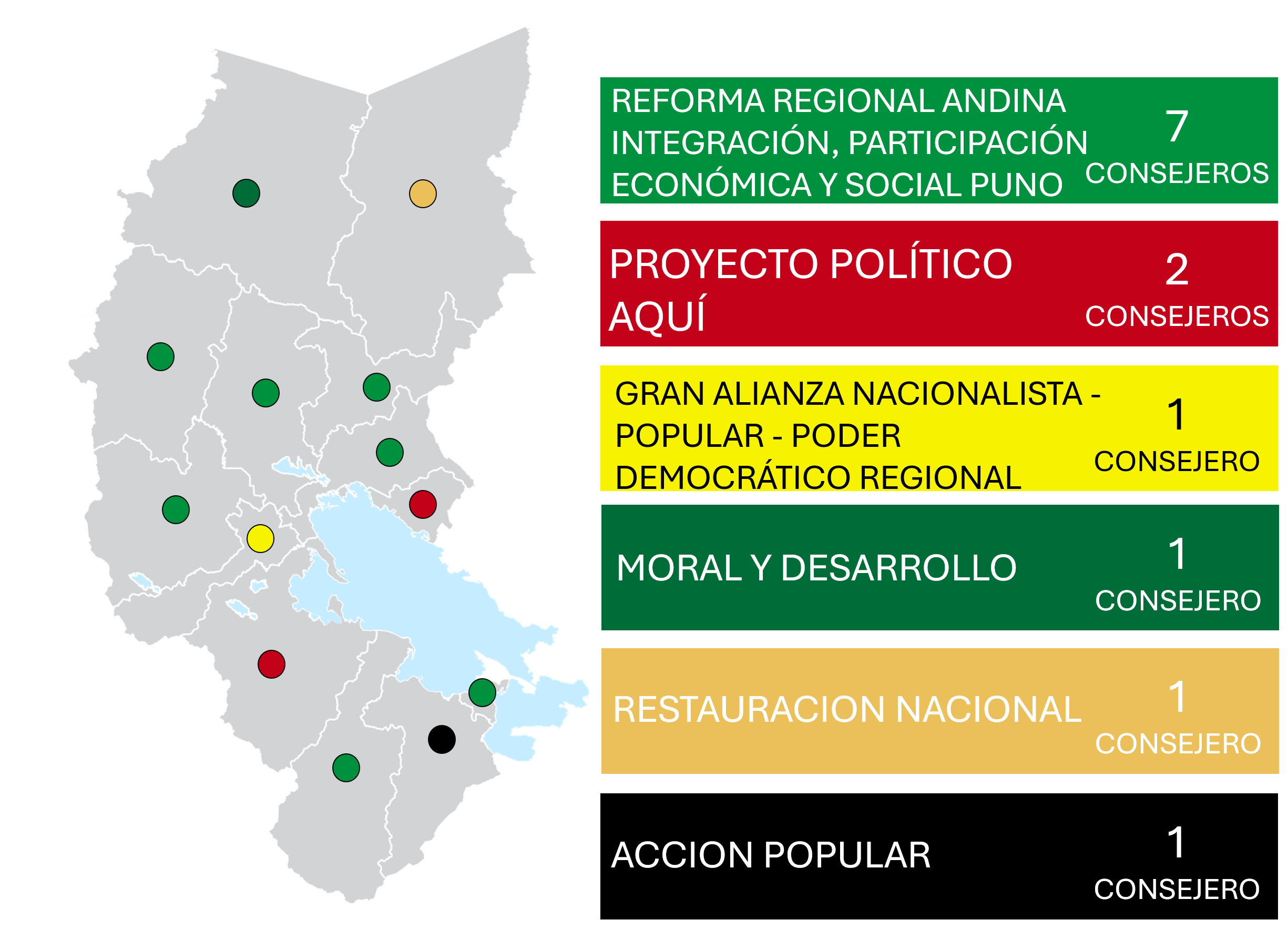
Distribución de escaños por provincias.

| Notas al pie: |                                                                                     |              |              |              |         |         |  |  |
| 1 Comparado con los resultados de Poder Democrático Regional (PDR) y el Partido Nacionalista Peruano (PNP) en las elecciones de 2006.               |                                                                                     |              |              |              |         |         |  |  |

### Autoridades electas
| Cargo                                                  | Autoridad electa | Autoridad electa             | Partido político | Partido político                                                           |
| ------------------------------------------------------ | ---------------- | ---------------------------- | ---------------- | -------------------------------------------------------------------------- |
| Presidente Regional de Puno                            |                  | Mauricio Rodríguez Rodríguez |                  | Proyecto Político AQUÍ                                                     |
| Vicepresidente Regional de Puno                        |                  | Saúl Bermejo Paredes         |                  | Proyecto Político AQUÍ                                                     |
| Consejero Regional de Puno (por Azángaro)              |                  | Rubén Ñaupa Vargaya          |                  | Reforma Regional Andina Integración, Participación Económica y Social Puno |
| Consejero Regional de Puno (por Carabaya)              |                  | Martín Alemán Vilca          |                  | Moral y Desarrollo                                                         |
| Consejero Regional de Puno (por Chucuito)              |                  | José Cormilluni Quispe       |                  | Acción Popular                                                             |
| Consejero Regional de Puno (por El Collao)             |                  | Lucio Atencio Atencio        |                  | Reforma Regional Andina Integración, Participación Económica y Social Puno |
| Consejera Regional de Puno (por Huancané)              |                  | Juan Álvarez Delgado         |                  | Reforma Regional Andina Integración, Participación Económica y Social Puno |
| Consejera Regional de Puno (por Lampa)                 |                  | Silvia Carreón Chicata       |                  | Reforma Regional Andina Integración, Participación Económica y Social Puno |
| Consejero Regional de Puno (por Melgar)                |                  | Hugo Muñoz Guerra            |                  | Reforma Regional Andina Integración, Participación Económica y Social Puno |
| Consejera Regional de Puno (por Moho)                  |                  | Vilma Canaza Apaza           |                  | Proyecto Político AQUÍ                                                     |
| Consejera Regional de Puno (por Puno)                  |                  | Victoria Pineda Mazuelos     |                  | Proyecto Político AQUÍ                                                     |
| Consejero Regional de Puno (por San Antonio de Putina) |                  | Juan Paredes Quispe          |                  | Reforma Regional Andina Integración, Participación Económica y Social Puno |
| Consejero Regional de Puno (por San Román)             |                  | Napoleón Vilca Ramos         |                  | Gran Alianza Nacionalista - Popular - Poder Democrático Regional           |
| Consejero Regional de Puno (por Sandia)                |                  | Miguel Quispe Tipo           |                  | Restauración Nacional                                                      |
| Consejero Regional de Puno (por Yunguyo)               |                  | Álex Flores Zevallos         |                  | Reforma Regional Andina Integración, Participación Económica y Social Puno |